# امیل
امیل نام کتابی در زمینه تربیت از ژان ژاک روسو است.

## خلاصه کتاب

### نحوه تربیت نوجوانان از نظر روسو
روسو در کتاب امیل لزوم محدود کردن ذهنیات نوجوان به حسیات را توجیه می‌کند: از آن جایی که هدف شکل‌دادن موجودی عقلگراست تربیت به وسیله پیش‌بینی نتایج به دست آمدنی از ایجاد اثرات افراطی اجتناب خواهد کرد. این اثرات خطرناک شکل غیرطبیعی اخلاقی را که به صورت رفتاری غیرفعال و ریاکارانه درمی‌آید می‌گیرند. در مجموع باید اجتناب کرد که نوجوان عادت کند که از روی تحمیل کردن و منفعت‌جویی رفتار کند. در تربیتی که روسو از آن دفاع می‌کند باید پیشرفت طبیعی نوجوان را مورد توجه قرار داد. تعلیم صحیح عبارت است از تشخیص انگیزه‌هایی که به صورت طبیعی ایجاد می‌شوند. به منظور آن که تأثیر تربیتی نوجوان مثبت باشد، باید به مبانی تعلیمی مرتبط با اعمال قدرت قانونی پرداخت. این مسئله به یافتن اصول تعلیمی انسان و ساختن مدل تئوری تربیتی ایدئال مربوط است. در انتقاد به روش اجتناب از اثرات زیاده‌خواهی اعمال قدرت یعنی آشوبگری نوجوان، روسو پاسخ می‌دهد برای شکل‌دادن فردی با اشتیاق به آزادی، باید ویژگی و ارزش نوجوانی را شناخت و از مقایسه با فرد بالغ اجتناب کرد. ایده روسو آن است که تربیت نوجوان نباید براساس تلقین ارزشهای اخلاقی، اعمال قدرت یا توقعات زیاد جامعه باشد وگرنه نوجوان از آنها دوری خواهد کرد. اگر هدف تربیت، شکل‌دادن شخص است، نباید هدف و روش را با هم اشتباه گرفت تا نتیجه غیرطبیعی به دست نیاید. استدلال کردن با نوجوان دقیقاً معکوس کردن ترتیب طبیعی دریافت‌ها و شکل‌دادن فردی قابل قبول است. باید با افکار و احساسات نوجوان کنار آمد تا از تبدیل او به شخصی آشوب‌گر و حساب‌گر اجتناب کرد. طبق نظر روسو، تربیت نوجوان قبل از سن بلوغ نباید براساس اجبار، اطاعت و بی‌توجهی به اصول اجتماعی باشد. روسو بر این عقیده‌است که استدلال کردن با نوجوان کاری بیهوده و تضادآفرین است. روسو از روشی تربیتی دفاع می‌کند که به آماده کردن عقل ذهنی نوجوان از طریق به‌کارگیری عقل حسی او می‌پردازد به گونه‌ای که نوجوان برای استفاده از نیروی خرد توسط خودش و نه به دلیل عاملی خارجی به‌طور کافی استحکام شخصیتی بیابد. در اینجا منظور از عقل صرفاً توانایی تشخیص خوب و بد و بهره‌گیری از قضاوت خود نیست بلکه همین‌طور قوت خواستن و انتخاب بهترین یا بدترین است. می‌توان نتیجه گرفت که تعلیم عقلانی از عقل یک ابزار می‌سازد یعنی وسیله‌ای که برای رسیدن به هدفی مشخص به کار می‌رود درحالی که عقل فقط یک گشاینده جهت پیشرفتی تدریجی است. نباید هدف و وسیله یعنی تربیت عقلانی و تربیت توسط عقل را با هم اشتباه گرفت زیرا عقلی بچگانه وجود دارد که مخصوص نوجوان است که فقط الزامی را می‌شناسد که با اجبار همراه نیست و ارزش‌های اخلاقی و احتیاجات اجتماعی هر چه بیشتر فرد تربیت‌کننده به ویژگی سنی نوجوان توجه کند توسعه خواهد یافت. می‌توان این ایراد را بر این نظریه که لزوم تغییر افراد را پیشنهاد می‌کند وارد دانست که وجود داشتن اخلاق در جنین جامعه‌ای ادامه می‌یابد. روسو مفهوم «شهروند» را به عنوان «عضو حاکم» مطرح کرده‌است. این دوگانگی آشکار بر مبنای مفهوم فرموله شده «آزادی اخلاقی» است که طبق آن «تبعیت از قانون، آزادی‌ست» و «آزاد بودن» در تعریف مفهومی قرارداد اجتماعی به معنای «تبعیت از اراده عمومی» است. هر فرد وجود اخلاقی‌اش را به منظور شرکت در تشکیل اجتماع از دست می‌دهد.

### علت نگرشی غیرعقلانی در نوجوانان از دیدگاه روسو
با این وجود فرضیه‌ای دیگر مطرح است که در آن روسو استدلال می‌کند که هر فرد می‌تواند اراده‌ای ویژه مخالف یا متفاوت از اراده عمومی که به عنوان شهروند دارد داشته باشد. نظر روسو این است که بهتر است برای نوجوان از واژه‌هایی که بزرگسالان دربارهٔ اخلاق به کار می‌برند خودداری کرد. این یادآوری کاربردی عمومی دارد و می‌تواند به شکل یک اصل درآید: فایده‌ای ندارد که به نوجوان لغات و علامت‌هایی که هیچ‌گونه مفهومی برایش ندارند را بیاموزیم. روسو مفهوم زبانی جالبی را به کار می‌گیرد. در صورتی که ایده‌ای از اشیاء نداشته باشیم چگونه لغات می‌توانند خودشان ایده‌های ذهنی به وجود آورند؟ لغات در واقع علاماتی هستند که به اشیاء یا ایده‌ها مربوط می‌شوند. برای یک نوجوان واژه‌ها می‌توانند جهت طرح اشیاء در غیابشان به کار روند درحالی که اگر این واژه‌ها صرفاً ایده‌ها را نشان دهند، همانند مفاهیم اخلاقی، به دنیای واقعیت مربوط نخواهند بود بلکه دنیایی ذهنی را مجسم می‌کنند که هنور دنیای نوجوان نیست. نتیجه‌ای که روسو می‌گیرد آن است که برای تغییر ندادن ماهیت ذهنیت‌هایی که نوجوان دربارهٔ اخلاق دارد، ایدئال آن است که شناخت او را به تجربیات حسی محدود کنیم. با توجه به این اصل که تربیت باید ریتم طبیعی نوجوان را حفظ کند، روسو پیشنهاد می‌کند که جریان یادگیری او را نباید با تعجیل از طرف بزرگسالان شتاب داد. اگر این اصل رعایت نشود در نوجوان نگرشی غیرعقلانی و تغییر شکل یافته از اخلاق ایجاد خواهد شد. بعد از نشان دادن خطراتی که در تربیت نوجوان در به‌کارگیری لغات اخلاقی قبل از آن که وی قادر به درک آنها باشد وجود دارد، روسو از آن نتیجه می‌گیرد که ذهنیت‌های نوجوان به داده‌های حسی محدود می‌شود. عقل در فرایند گسترش روانی فرد به دو صورت شکل می‌گیرد: نخست «عقل حسی» ست که ابتدایی‌ترین می‌باشد و جوهره «عقل ذهنی» را شکل می‌دهد. عقل حسی از نظر زمانی پیش از عقل ذهنی‌ست. تربیت مناسب عقل حسی باید گسترش عقل ذهنی را ممکن کند. اصلی که در اینجا نیز پروژه تربیتی را حرکت می‌دهد رعایت کردن ترتیب طبیعی‌ست که با عقل حسی شروع می‌شود.